# Peaches & Herb
Peaches & Herb são uma dupla vocal americana. Herb Fame (1 de outubro de 1942) permaneceu como "Herb" desde que a dupla foi criada em 1966; sete mulheres diferentes ocuparam o papel de "Peaches", mais notavelmente Francine "Peaches" Hurd Barker (28 de abril de 1947 - 13 de agosto de 2005), a original "Peaches" que emprestou seu apelido à dupla, e Linda Greene, a terceira "Peaches", que apareceu nos maiores sucessos da dupla: "Shake Your Groove Thing" (1978) e "Reunited" (1979).

## Discografia

### Álbuns de estúdio
| Título             | Gravadora                        | Ano de lançamento | País de lançamento | Posição na Billboard 200 | Peaches:        | LP | CD |
| ------------------ | -------------------------------- | ----------------- | ------------------ | ------------------------ | --------------- | -- | -- |
| For Your Love      | Date                             | 1967              | USA                | 13                       | Francine Barker | LP | –  |
| Let's Fall in Love | Date                             | 1967              | USA                | 30                       | Francine Barker | LP | –  |
| Peaches & Herb     | MCA                              | 1977              | USA                | –                        | Linda Greene    | LP | –  |
| 2 Hot              | MVP / Polydor                    | 1978              | USA                | 2                        | Linda Greene    | LP | CD |
| Twice the Fire     | MVP / Polydor                    | 1979              | USA                | 31                       | Linda Greene    | LP | –  |
| Demasiado Candente | MVP / Polydor                    | 1979              | Argentina          | –                        | Linda Greene    | LP | –  |
| Worth the Wait     | MVP / Polydor                    | 1980              | USA                | 120                      | Linda Greene    | LP | CD |
| Sayin' Something   | MVP / Polydor                    | 1981              | USA                | 168                      | Linda Greene    | LP | –  |
| Remember           | The Entertainment Co. / Columbia | 1983              | USA                | 204                      | Linda Greene    | LP | CD |
| Colors of Love     | Imagen                           | 2009              | USA                | NA                       | Meritxell Negre | –  | CD |

* Baseado nas paradas de singles Hot 100, R&B e Disco/Dance da Billboard. [Fonte: Top Hits Pop da Billboard e Top Hits R&B da Billboard por Joel Whitburn. ]
| Título                                                                | Gravadora                        | Ano  | País de lançamento | Billboard (EUA) chart * | US R&B Chart | AUS | UK chart position # | NL (Dutch) | Peaches:        |
| --------------------------------------------------------------------- | -------------------------------- | ---- | ------------------ | ----------------------- | ------------ | --- | ------------------- | ---------- | --------------- |
| Close Your Eyes b/w I Will Watch Over You                             | Date                             | 1967 | USA                | 8                       | 4            | –   | –                   | –          | Francine Barker |
| For Your Love b/w I Need Your Love So Desperately                     | Date                             | 1967 | USA                | 20                      | 10           | –   | –                   | –          | Francine Barker |
| Two Little Kids b/w We've Got to Love One Another                     | Date                             | 1967 | USA                | 31                      | 25           | –   | –                   | –          | Francine Barker |
| Let's Fall in Love b/w We're in This Thing Together                   | Date                             | 1967 | USA                | 21                      | 11           | –   | –                   | –          | Francine Barker |
| Love Is Strange b/w It's True I Love You                              | Date                             | 1967 | USA                | 13                      | 16           | –   | –                   | –          | Francine Barker |
| United b/w Thank You                                                  | Date                             | 1968 | USA                | 46                      | 11           | –   | –                   | –          | Francine Barker |
| Let's Make a Promise b/w Me & You                                     | Date                             | 1968 | USA                | 75                      | 34           | –   | –                   | –          | Francine Barker |
| The Ten Commandments of Love b/w What a Lovely Way (To Say Goodnight) | Date                             | 1968 | USA                | 55                      | 25           | –   | –                   | –          | Francine Barker |
| Let Me Be the One b/w I Need Your Love So Desperately                 | Date                             | 1969 | USA                | 74                      | 40           | –   | –                   | –          | Francine Barker |
| When He Touches Me (Nothing Else Matters)                             | Date                             | 1969 | USA                | 49                      | 10           | –   | –                   | –          | Francine Barker |
| Darling How Long b/w Cupid                                            | Date                             | 1969 | USA                | –                       | –            | –   | –                   | –          | Francine Barker |
| The Sound of Silence                                                  | Date                             | 1970 | USA                | 100                     | –            | –   | –                   | –          | Francine Barker |
| It's Just a Game, Love b/w Satisfy My Hunger                          | Date                             | 1970 | USA                | 110                     | 50           | –   | –                   | –          | Francine Barker |
| God Save This World                                                   | Columbia                         | 1971 | USA                | –                       | –            | –   | –                   | –          | Francine Barker |
| I'm Counting on You                                                   | MCA                              | 1977 | USA                | –                       | –            | –   | –                   | –          | Linda Greene    |
| We're Still Together                                                  | MCA                              | 1977 | USA                | 107                     | 98           | –   | –                   | –          | Linda Greene    |
| Shake Your Groove Thing                                               | MVP / Polydor                    | 1978 | USA                | 5                       | 4            | 13  | 26                  | 22         | Linda Greene    |
| Reunited b/w Easy As Pie                                              | MVP / Polydor                    | 1978 | USA                | 1                       | 1            | 8   | 4                   | 2          | Linda Greene    |
| Reunited b/w We've Got Love                                           | MVP / Polydor                    | 1978 | Germany            | –                       | –            | –   | –                   | –          | Linda Greene    |
| We've Got Love b/w Four's a Traffic Jam                               | MVP / Polydor                    | 1978 | USA                | 44                      | 25           | –   | –                   | 14         | Linda Greene    |
| Roller Skatin' Mate                                                   | MVP / Polydor                    | 1979 | USA                | 66                      | 30           | –   | –                   | –          | Linda Greene    |
| I Pledge My Love b/w (I Want Us) Back Together                        | MVP / Polydor                    | 1979 | USA                | 19                      | 37           | 73  | –                   | –          | Linda Greene    |
| Howzabout Some Love b/w Put It There                                  | MVP / Polydor                    | 1979 | Spain              | –                       | –            | –   | –                   | –          | Linda Greene    |
| Sacude Tu Alegria b/w Todo Tu Amor                                    | MVP / Polydor                    | 1979 | Argentina          | –                       | –            | –   | –                   | –          | Linda Greene    |
| Funtime                                                               | MVP / Polydor                    | 1980 | USA                | –                       | 37           | –   | –                   | –          | Linda Greene    |
| All Night Celebration                                                 | MVP / Polydor                    | 1980 | USA                | –                       | –            | –   | –                   | –          | Linda Greene    |
| One Child Of Love b/w Hearsay                                         | MVP / Polydor                    | 1980 | USA                | –                       | 51           | –   | –                   | –          | Linda Greene    |
| Freeway b/w Picking Up the Pieces                                     | MVP / Polydor                    | 1981 | USA                | –                       | 37           | –   | –                   | –          | Linda Greene    |
| Bluer Than Blue b/w Go with the Flow                                  | MVP / Polydor                    | 1981 | USA                | –                       | 45           | –   | –                   | –          | Linda Greene    |
| Remember                                                              | The Entertainment Co. / Columbia | 1983 | USA                | –                       | 35           | –   | –                   | –          | Linda Greene    |
| In My World b/w Keep On Smiling                                       | The Entertainment Co. / Columbia | 1983 | USA                | –                       | –            | –   | –                   | –          | Linda Greene    |